# Peloribates repetitus
Peloribates repetitus är en kvalsterart som beskrevs av Subías 2004. Peloribates repetitus ingår i släktet Peloribates och familjen Haplozetidae. Inga underarter finns listade i Catalogue of Life.